# Danas (Beograd)
Danas su srbijanske dnevne novine. 

## Povijest
Prvi broj lista Danas se pojavio na kioscima 9. lipnja 1997. godine. List je osnovala 17 novinara i urednika koji je napustili redakciju lista Naša borba i Borba. Poduzeće Dan Graf, koje je izdavalo Danas, osnovali su: Dušan Mitrović, Grujica Spasović, Božidar Andrejić, Gordana Logar, Branislav Čanak, Zdravko Huber, Nikola Burzan, Ludvig Vinsent Godomski, Radivoj Cvetićanin, Šime Vučković, Raško Kovačević, Rade Radovanović, Radomir Ličina, Vesna Ninković, Ivan Torov, Predrag Mitić, Aleksandar Nikašinović. Po povratku iz Južne Afrike pridružio im se i 18. Milovan Jauković.
Uradili su teži dio posla, osnovali poduzeće, osigurali novac i prostor, nešto tehnike, skroman uredski namještaj. Izabrali su i ime lista. Prvo sjedište redakcije nalazilo se u Ulici Jogićeva br. 3 u Beogradu.
Kako je prije raspada Jugoslavije, u Zagrebu izlazio tjednik Danas, novinarima se često događalo da ih miješaju. Na zamjerke pojedinih kolega iz Hrvatske da su Beograđani ukrali ime, tadašnji glavni i odgovorni urednik Grujica Spasović je odgovorio tako što je podsjetio da je u Beogradu prije Drugog svjetskog rata izlazio časopis Danas.
Prvi broj Danasa pojavio se na 24 strane, crno-bijele, koštao srpski dinar i po. Na naslovnoj strani uvodnik Od Danas, glavni tekst Franjo Tuđman u Vukovaru "Nema povratka svih Srba", "Odložena prodaja Telekoma" i vijesti 24 sata. U prvom broju pisao je i Adam Mihnjik, čuveni poljski intelektualac, koji je u svome tesktu govorio o predsjedniku Belorusije Aleksandru Lukašenku.
U vremenu režima Slobodana Miloševića novine su bile česta meta režima, jer su težile da budu neovisne. Danas su jedne od troje novina, drugo dvoje su Dnevni telegraf i Naša borba, koje su bile zabranjene 14. listopada 1998. godine odlukom vlade zbog „širenja straha i defetizma”, u vrijeme kada je NATO bombardovanje SRJ prvi put postalo prijetnja. Dana 20. listopada 1998. godine Srbija je donijela Zakon o javnom informisanju, pa su zbog tog zakona, ove novine bile više puta oštro kažnjene. Kada je, bar na nekoliko mjeseci, opasnost nestala, zabrana je ukinuta. 
Novinama je svakodnevno prijetilo zatvaranje sve do prosvjeda u Beogradu 5. listopada 2000. godine. Od pada režima Slobodana Miloševića, Danas su jedne od rijetkih srbijanskih novina koje nisu poklekle komercijalizmu i objavljivanju senzacionalističkih vijesti. Njihov tiraž uglavnom opada, a strani investitori koji ulažu u srbijansko medijsko tržište ih uglavnom izbjegavaju. Danas predstavljaju novine koje pišu o društvenim pitanjima, pitanjima vezanim za bivšu SFR Jugoslaviju i europske integracije.
Godine 2021. United Group iz Luksemburga je preuzela dnevni list i portal Danas.

## Glavni urednici
| #  | Ime i prezime      | Mandat započeo | Mandat završen | Napomene |
| -- | ------------------ | -------------- | -------------- | -------- |
| 1. | Grujica Spasović   | 1997.          | 2006.          |          |
| 2. | Mihal Ramač        | 2006.          | 2009.          |          |
| 3. | Zoran Panović      | 2009.          | 2016.          |          |
| 4. | Dragoljub Petrović | 2016.          | Trenutačno     |          |

## Vanjske poveznice
- Službena stranica Danasa (srp.)